# Osei Kwadwo
Osei Kwadwo, död 1777, var Asantehene, monark, i Ashantiriket mellan 1764 och 1777.